# Кембридж (Массачусетс)
Ке́мбридж, Ке́ймбридж (англ. Cambridge) — университетский город в штате Массачусетс в США, отделяется рекой Чарльз от Бостона.
Согласно переписи 2010 года, население Кембриджа составляет 105 162 человека. Многие из работающих в городе постоянно проживают за его пределами, в окрестностях.
Кембридж известен двумя образовательными и научно-исследовательскими центрами: Гарвардским университетом и Массачусетским технологическим институтом.

## История
Основан в 1630 году. В 1636 году возник Гарвардский колледж — предшественник университета. В течение первых двухсот лет своей истории Кембридж представлял собой рынок для сбыта продукции местными фермерами. После постройки мостов через реку Чарльз, соединивших Кембридж с Бостоном, начала развиваться и промышленность. К началу XX века здесь проживало 120 тыс. жителей. На протяжении XX и XXI веков Кембридж — один из крупнейших научных центров США и всего мира.

## Достопримечательности
- Гарвардские художественные музеи
- Музей археологии и этнологии Пибоди
- Гарвардский музей естественной истории

## Города-побратимы
У Кембриджа есть шесть официальных городов-побратимов, с которыми поддерживаются активные отношения:
- Коимбра, Португалия (с июня 1982)
- Гаэта, Италия (с декабря 1982)
- Научный город Цукуба, Япония (с октября 1983)
- Сан-Хосе-лас-Флорес[англ.], Чалатенанго, Сальвадор (с марта 1987)[8]
- Ереван, Армения (с апреля 1987)[9][10]
- Голуэй, Ирландия (с марта 1997)

Кембридж находится в процессе развития отношений с городом Ле-Ке, Гаити.
У Кембриджа также есть десять официальных городов-побратимов, с которыми на данное время нет активных отношений:
- Дублин, Ирландия (октябрь 1983)
- Искья, Италия (июнь 1984)
- Катания, Италия (февраль 1987)
- Краков, Польша (октябрь 1989)
- Флоренция, Италия (март 1992)
- Санто-Доминго-Оэсте[англ.], Доминиканская республика (май 2003)
- Саутуарк, Лондон, Великобритания (июнь 2004)
- Юсонгу[англ.], Тэджон, Южная Корея (февраль 2005)
- Хайдянь, Пекин, Китай (март 2005)
- Сьенфуэгос, Куба (май 2005)[12]

## В астрономии
В честь Кембриджа назван астероид (740) Кантабия, открытый в 1913 году американским астрономом Джоэлом Меткалфом, окончившим Гарвардский университет в Кембридже. Кантабия — это сокращение от Кантабригия, означающее Кембридж на латинском языке.